# イワン・クラムスコイ
イワン・ニコラーイェヴィチ・クラムスコイ（Ива́н Никола́евич Крамско́й, 1837年5月27日〈グレゴリオ暦6月8日〉 - 1887年3月24日〈グレゴリオ暦4月5日〉）は、ロシアの画家、美術評論家。1860年から約20年にわたって「移動派」の知的・精神的な指導者であり続けた。

## 人物・略歴
ロシア南部オストロゴシスクの貧しい小市民階級の出身。1857年から1863年までサンクトペテルブルクの帝国芸術アカデミー（現サンクトペテルブルク美術大学）に学んだ。しかし、そこでイタリアを至高の芸術対象とする官製美術に反撥し、「14人の反乱」の首謀者としてアカデミーから放校処分に付された。クラムスコイは、その仲間とともに「美術家組合 "Артель художников"」を組織し、ヴァシリエフスキー島にその事務所とアトリエを設けて創作活動にいそしんだ。

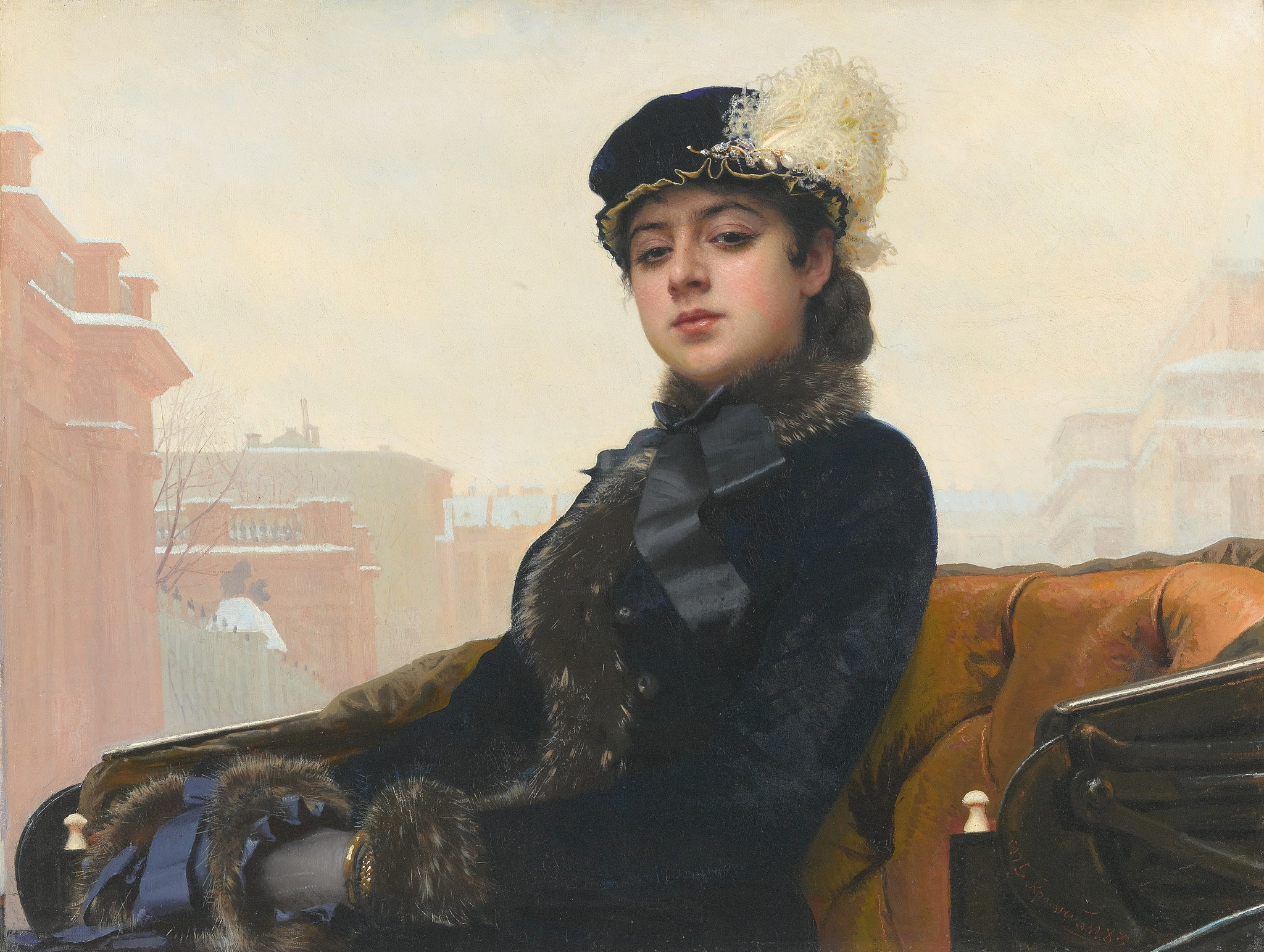
『見知らぬ女』

1860年代のアレクサンドル1世による「大改革」の時代には、ロシア各地よりさまざまな階層の美術青年が帝国美術アカデミーに集まったが、「14人の反乱」とはロシアにおける実生活とアカデミーの「高尚な」教授法とのあいだで生じた懸隔・乖離が原因で起こった芸術上の路線対立であった。「ロシア人が美術の世界で独立独歩する時代がようやく来ているのです。外国のむつきを脱ぎすてるべき時代なのです」－クラムスコイはこのように述べて、夏は純ロシア的な風俗画を描き、冬には歴史画の大作に取り組んだ。
帝政ロシアの民主化を求める革命家の理想に感化されたクラムスコイは、芸術家が公共に対して高邁な義務をもつこと、写実主義の原理、倫理的な内容および芸術における民族性についてみずからの意見を具体的に発信していった。クラムスコイは「移動展覧会協会」（もしくは「移動派」）の主要な創設メンバーのひとりとなり、その理想主義に共鳴したリーダーであった。クラムスコイはまた、画家について、その役割を、「預言者」であり「人々の前に鏡を置き、その鏡を見て彼らを不安にさせる使命」をもつという意見をもっていた。

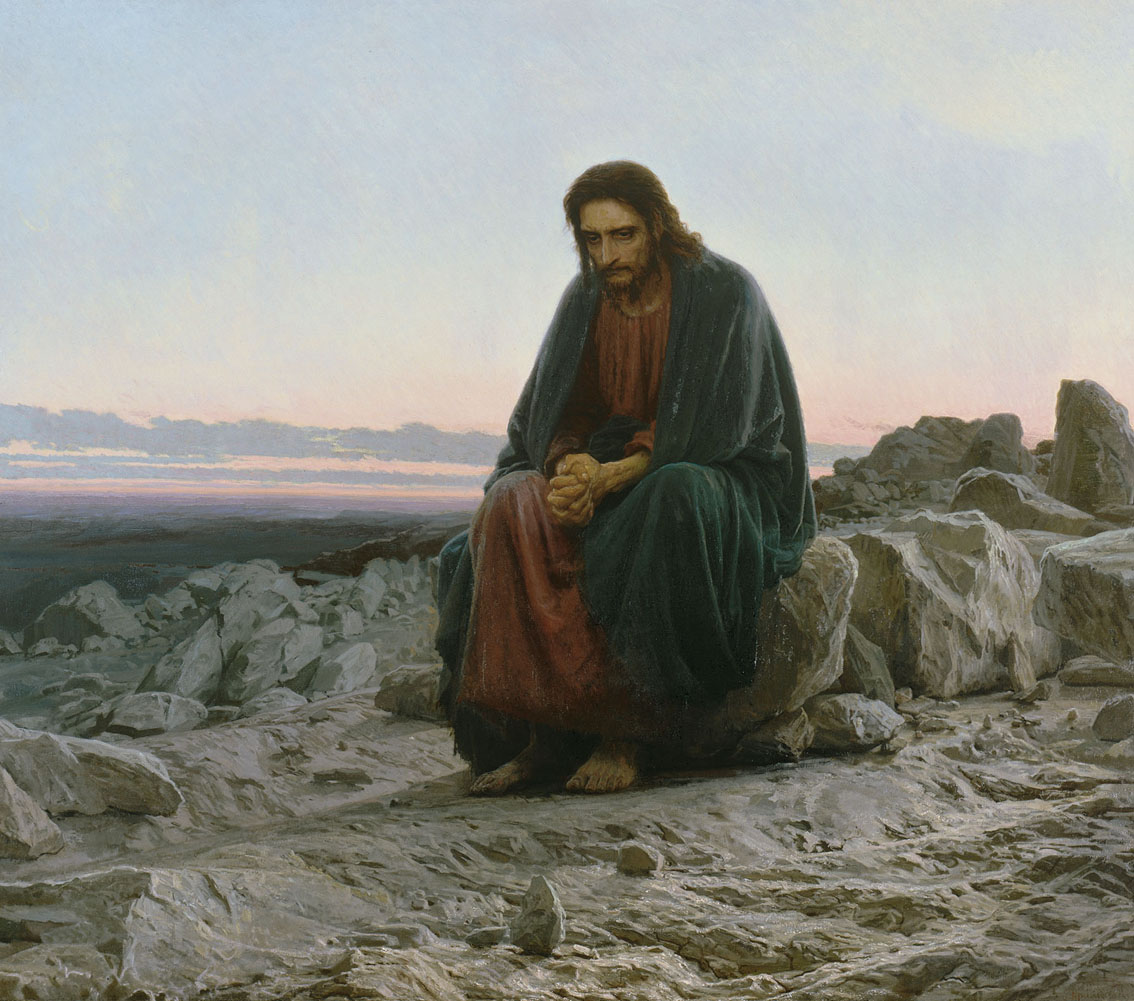
『荒野のイエス・キリスト』

クラムスコイは、1863年から1868年まで実用芸術奨励協会・絵画教室の教員となっている。また、画廊を設けて、ロシアで著名な作家や知識人、芸術家など、公人の肖像画を展示した。クラムスコイの肖像画として知られるのが1873年作の「レフ・トルストイ」像および「イワン・シーシキン」像、1876年作の「パーヴェル・トレチャコフ」像、1879年の「ミハイル・サルトゥイコフ＝シチェドリン」像ならびに1880年の「セルゲイ・ボトキン」像である。これらの人物作品では、シンプルながら味わい深い構図の妙と図像そのものの明快さが、心理学的な深い洞察をささえる主柱となっている。また、クラムスコイにおける平等を指向する目線は、庶民の描写に輝きを見出し、描き出された庶民の肖像は、民衆における個人の実直さという持ち味とその内面的な美しさが映し出されている。
クラムスコイの代表作として名高い作品が『荒野のイエス・キリスト』（1872年、トレチャコフ美術館蔵）である。クラムスコイは、アレクサンドル・イワーノフの人道主義の伝統を持続させつつ、倫理的・哲学的な考えによって宗教的な趣向を取り扱っている。イエス・キリストの経験を、非常に心理学的かつ決定的に――すなわち英雄的な自己犠牲という観念として――解釈しているのである。
クラムスコイは、イデオロギー的な視覚芸術をいっそう護持しようと願って、人物肖像画と主題性のある絵画作品との境界線上にある美術の創出に尽力した。たとえば、「『最後の詩』の頃のネクラーソフ (И.Н. Некрасов в период "Последних песен")」（［1877年-78年］）、「見知らぬ女」（［1883年］）、「遣る瀬ない悲しみ」（［1884年］）などといった作品が、それである。それぞれの絵ごとに異なるのは、複雑で偽らざる衝動、人物そのもの、そして、運命というものをいかに表現するかという関心である。
美術における民主的志向や、美に関する鋭い判断、そしてまた、客観的かつ公的な芸術の評価基準についてのクラムスコイの粘り強い探究心は、19世紀後半のロシアにおける民主的芸術や芸術理念の展開に、根本的な影響をあたえたのである。

## 作品

『遣る瀬ない悲しみ』
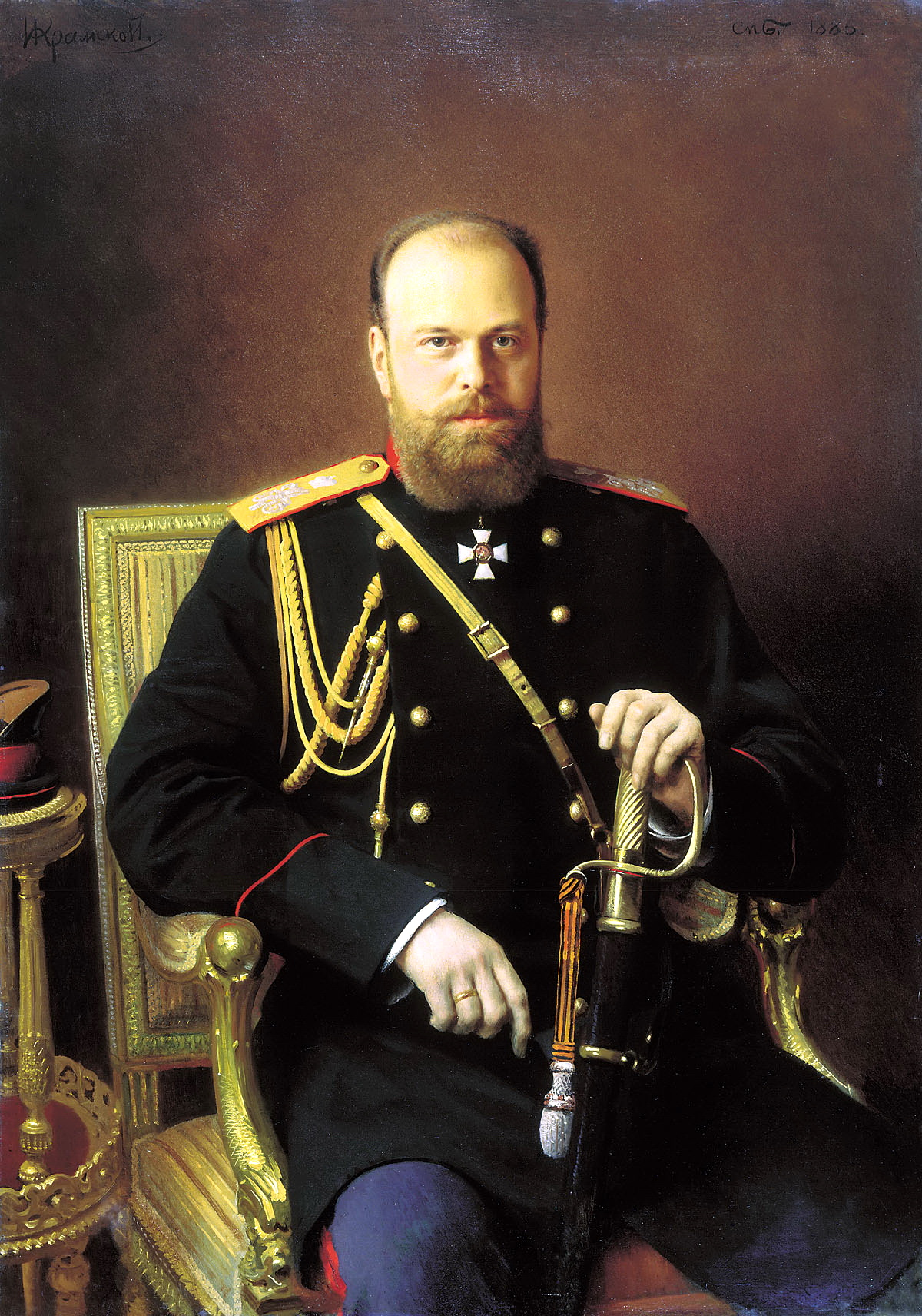
『アレクサンドル3世の肖像』
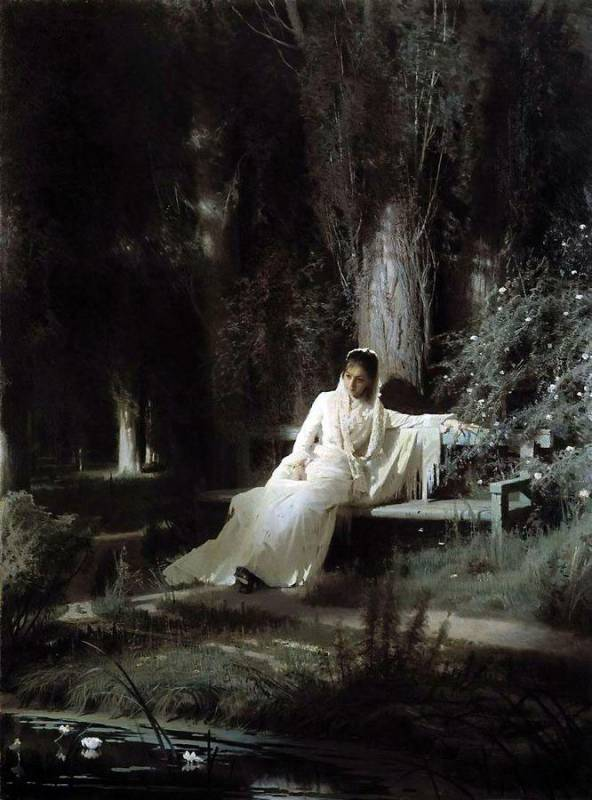
『月明かりの夜（ロシア語版）』、1880年

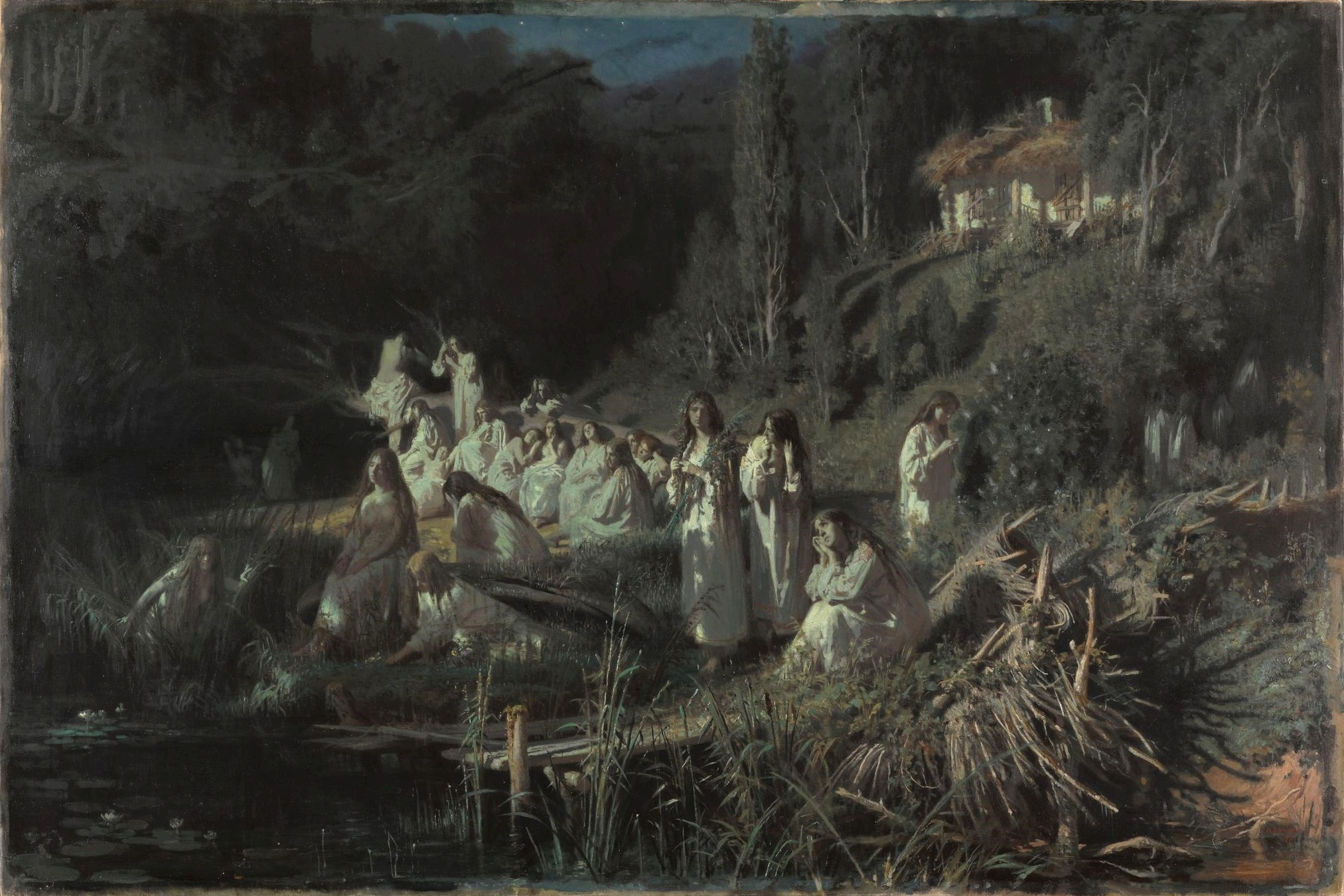
The Mermaids（1871）
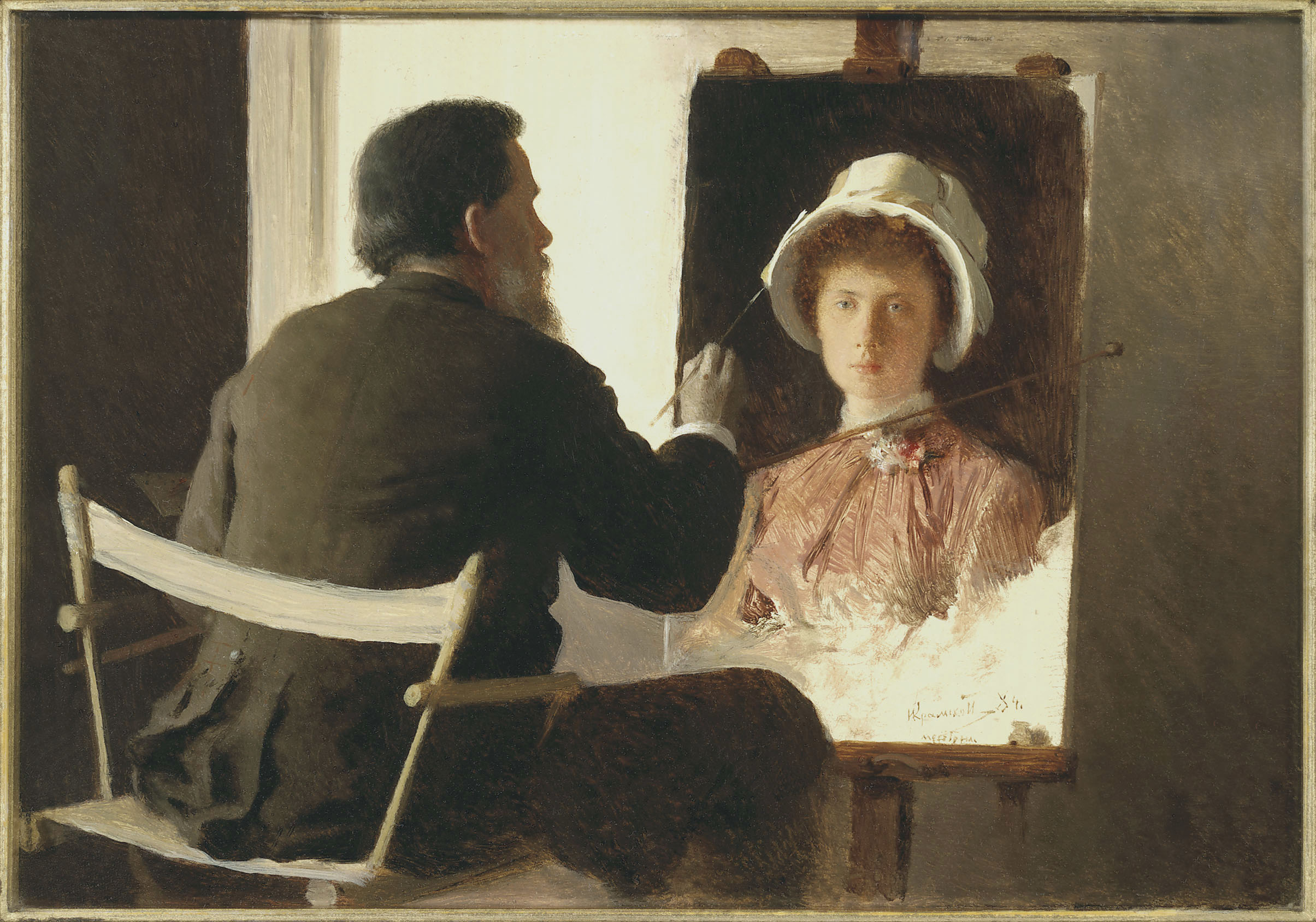
Kramskoy Painting a Portrait of his Daughter（1884）
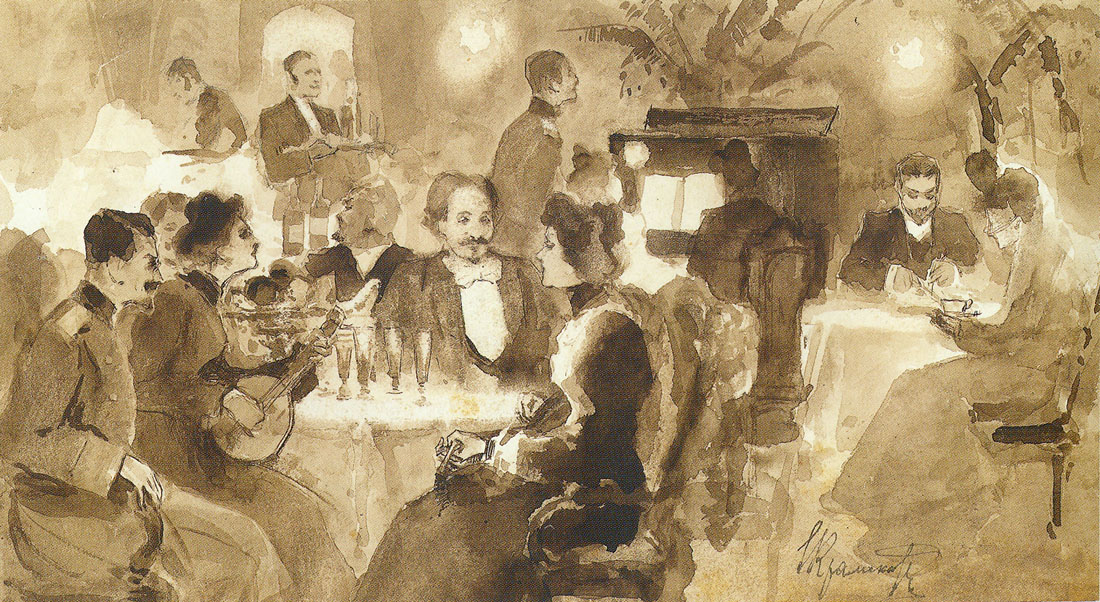
At the restaurant